# Эдер, Борис Афанасьевич
Борис Афанасьевич Эдер (12 (24) июля 1894 , Батуми, Российская империя — 15 ноября 1970, Москва, СССР) — советский цирковой артист, выдающийся дрессировщик хищных животных, режиссёр-педагог, заложивший основы советской школы дрессуры. Народный артист РСФСР.  Дрессировал хищников до последних дней жизни.

## Биография
Родился 24 июля 1894 года в Батуми в цирковой семье.  Со слов самого Б. А. Эдера, профессия укротителя была для него наследственной, однако, цирковую карьеру начал с 14 лет в качестве воздушного гимнаста, акробата и вольтижёра.  Эти цирковые специальности требовали качеств, необходимых и для дрессировщика: смелости, точности движений, быстрой реакции и физической силы.
В юности, в возрасте 12 лет, Борис Эдер сбежал из дома от отца, мастера Батумского нефтеперегонного завода, увлекшись романтикой бродячего цирка-балагана.  Первые годы в цирке были связаны с тяжелым трудом: он выполнял обязанности кухонного работника, посыльного и няни, прежде чем получил возможность учиться акробатике и гимнастике у артистов труппы.  Настоящее обучение началось в Тифлисе, в цирке Есиковских, где опытный воздушный гимнаст Вайцман (Вайц-мэн) заметил упорство юноши и стал его наставником. Вайцман всесторонне развивал Эдера физически, обучая акробатике, прыжкам и гимнастике, что заложило основу для его будущей цирковой карьеры.
В труппе Вайцмана Эдер начал свой творческий путь как воздушный гимнаст и вольтижёр. Ежедневные тренировки и стремление к совершенству позволили ему достичь высокого мастерства в этом жанре.  Вскоре его пригласили в воздушный полет цирка Ефимовых, где он выступал уже в качестве профессионального артиста.  Эдер также выступал в популярном номере «Римские гладиаторы» и создал оригинальный «воздушный зубной акт на трапеции под куполом цирка».  Работая с першем, он также стремился к новаторству, балансируя перш на огромном шаре, передвигаясь по манежу, в то время как партнер выполнял сложные упражнения на его вершине.  Вершиной его гимнастической карьеры стал аттракцион «Полет вокруг Эйфелевой башни», «башню» для которого Эдер сконструировал самостоятельно.  Вместе с партнером он исполнял сложнейшие акробатические трюки на вращающейся трапеции, требующие огромной физической силы и ловкости. С этим номером Эдер успешно гастролировал по стране.
В начале 1930-х годов, в советском цирке практически не осталось отечественных аттракционов с хищниками, за исключением номеров Николая Гладильщикова и Макса Борисова.  Знаменитые русские укротители, такие как Жеребилов и Беретик, завершили карьеру.  Экономические трудности после Гражданской войны и нехватка средств на содержание животных привели к упадку дрессуры хищников в цирке.  В то же время, в СССР гастролировали известные иностранные укротители, такие как Тогаре, Эрнст Шу, Косми и Карл Зембах, которым Союзгосцирк вынужден был выплачивать значительные гонорары в валюте.  В этих условиях руководство советского цирка приняло решение о создании собственных аттракционов с хищниками силами советских артистов.
Борису Эдеру было предложено принять группу львов, приобретенную у иностранного укротителя.  Это предложение стало неожиданным для артиста, не имевшего опыта работы с животными, тем более с хищниками.  Однако, в Управлении цирками знали Эдера как человека настойчивого, выдержанного и целеустремленного.  После некоторых колебаний Эдер согласился попробовать себя в новой цирковой профессии.  Он начал стажировку у иностранного дрессировщика, изучая повадки львов, ухаживая за ними, кормя и убирая клетки, стремясь установить контакт с животными.  Через две недели Эдер решил войти в клетку ко львам, несмотря на предостережения иностранного коллеги, который опасался трагического исхода и снял с себя ответственность за стажера, взяв с Эдера расписку о том, что тот предупрежден об опасности.
Когда Эдер впервые вошел в клетку, львы встретили его агрессивно.  Первая попытка оказалась неудачной, и Эдер продолжил изучение хищников, стремясь завоевать их доверие.  На четвертый день, во время второй попытки войти в клетку, лев Примус неожиданно напал на Эдера сзади, поранив ему спину когтями.  Не растерявшись, начинающий дрессировщик ударил льва трезубцем, заставив его отступить и сесть на тумбу.  После этого, истекая кровью, Эдер отправился в больницу для перевязки и вакцинации от заражения крови.  Через несколько дней Эдер вновь вышел на манеж, чувствуя себя увереннее после первой схватки с Примусом, которая укрепила его дух.  Он спокойно отражал нападения Примуса и других львов, Риффи и Маюрата, которые не сразу приняли нового дрессировщика.
Всего через три недели, что является рекордно коротким сроком, Эдер начал выступать на арене.  Он коренным образом изменил подход к дрессуре хищников, отказавшись от запугивания и избиения, которые практиковали многие иностранные укротители.  Новая методика Эдера основывалась на ласке и пищевом поощрении, стремлении подчинить хищника через понимание и доверие, сделать его послушным партнером.  Эдер стал новатором в дрессуре, продемонстрировав гуманный подход к диким животным.  Он также отказался от традиционной «униформы» укротителя, выходя на манеж в обычном пиджачном костюме, без револьвера и бича, используя лишь небольшой стек.  Он обращался к каждому животному по имени, жестами и голосом предлагая выполнить трюки.  Стеком пользовался только в крайних случаях неповиновения.  Мягкая манера работы Эдера создавала у зрителей впечатление, что перед ними не опасные хищники, а крупные, послушные кошки, хотя львы оставались дикими зверями и иногда нападали на дрессировщика, что приводило к госпитализациям.  Тем не менее Эдер полюбил опасную профессию и не хотел возвращаться к гимнастике, считая дрессуру более творчески интересной.
Борис Эдер стал основоположником советской школы дрессуры хищников.  В 1939 году ему было присвоено почетное звание народного артиста РСФСР и вручен орден Ленина.  После работы со львами, Эдер перешел к дрессуре уссурийских тигров, причем брал для работы взрослых, а не молодых животных, как было принято.  За полгода он подготовил группу взрослых тигров, включая особо агрессивного зверя по кличке Джек, который ранее растерзал двух работников зверинца и покалечил служителя цирка.  Эдер смог подчинить и Джека, хотя всегда сохранял предельную бдительность в работе с ним.  Затем Б. А. Эдера заинтересовали белые медведи. Выдрессировав их, он создал спектакль «Во льдах Арктики», в котором разыгрывал сценки с медведями на «дрейфующей льдине».  После белых медведей, он начал работать с бурыми медведями, поставив уникальный номер с медведями-канатоходцами под куполом цирка, что было впервые в мировой практике.  Для подготовки номера, Эдер тренировал медведей на крыше трехэтажного дома в Одессе, приучая их к высоте, что привлекало внимание публики и создало необычайную рекламу будущему аттракциону, премьера которого прошла с огромным успехом.
В середине 1950-х годов Борис Эдер перестал выступать на манеже и стал режиссёром-педагогом, создавая крупные цирковые аттракционы.  Он помогал акробату-вольтижеру Вальтеру Запашному в подготовке смешанной группы хищников.  В эти же годы Эдер начал работать в кино, подготовив трюковую часть с тиграми для фильма «Опасные тропы» и работая с Маргаритой Назаровой, которая дублировала актрису в сценах с хищниками.  Впоследствии Эдер передал М. П. Назаровой подготовленную им группу тигров во главе со знаменитым Пуршем.  Он также был консультантом-дрессировщиком на фильме «Укротительница тигров» и помогал Григорию Козинцеву в съемках сцены со львом в фильме «Дон Кихот».
Богатый опыт работы с хищниками Б. А. Эдер обобщил в книге «Мои питомцы».  В 1963 году, в возрасте 70 лет, Борис Эдер продолжал работать в Ивановском цирке, создавая новый аттракцион «Львы и всадник» для своей дочери Валентины и зятя Виктора Канунникова.  Несмотря на юбилей, Б. А. Эдер был полон творческих планов и идей, оставаясь неутомимым новатором.
Скончался в Москве 15 ноября 1970 года.  Церемония прощания состоялась в Донском крематории. Дальнейшая судьба праха и место захоронения являются предметом дискуссий и исследований. Согласно распространенной,  информации, местом захоронения является Авдотьинское кладбище в Ногинском районе Московской области.  В то же время, по свидетельствам родственников, урна с прахом могла быть захоронена в Москве.  По данным "Общества Некрополистов",  записи о захоронении урны с прахом Б. А. Эдера на Донском кладбище отсутствуют, что оставляет вопрос о месте его последнего упокоения открытым. По воспоминаниям второй жены, Аллы Эдер,  Борис Эдер до последних минут жизни мысленно оставался на манеже, репетируя номер с хищниками.

## Личная жизнь
Борис Эдер был женат дважды. Первой женой была Тамара Эдер (урождённая Соловьёва), воздушная гимнастка, которая также ассистировала мужу в цирковых номерах. Их дочь Валентина Эдер продолжила цирковую династию и в конце 1960-х годов вместе с мужем Виктором Канунниковым выступала в номере «Львы и всадник», поставленном для них отцом, работа над которым велась в 1963 году в Ивановском цирке</ref>.
Второй женой Бориса Эдера стала цирковая артистка Алла Леонидовна Эдер (25 декабря 1927 — 6 февраля 2012), которая была моложе его на 33 года.  Алла Эдер скончалась в Иваново и похоронена на Богородском кладбище, участок 6Н. По воспоминаниям сотрудницы архива Любови Яблоковой, Алла Эдер после смерти мужа хранила дома урну с его прахом, хотя, по данным "Общества Некрополистов",  подтверждений захоронения праха Бориса Эдера в Иваново не найдено. В интервью 2012 года Алла Эдер упоминала, что в молодости была репрессирована и находилась на Колыме</ref>

### Почётные звания и награды
- Заслуженный артист РСФСР
- Народный артист РСФСР
- Орден Ленина
- Орден Трудового Красного Знамени [6]

### Память
Некоторые эпизоды биографии Бориса Эдера отражены в российском телевизионном сериале «Маргарита Назарова» (2016). Роль Эдера исполнил актёр Николай Добрынин.